# Dywizja Gustawa Ottona von Stenbocka

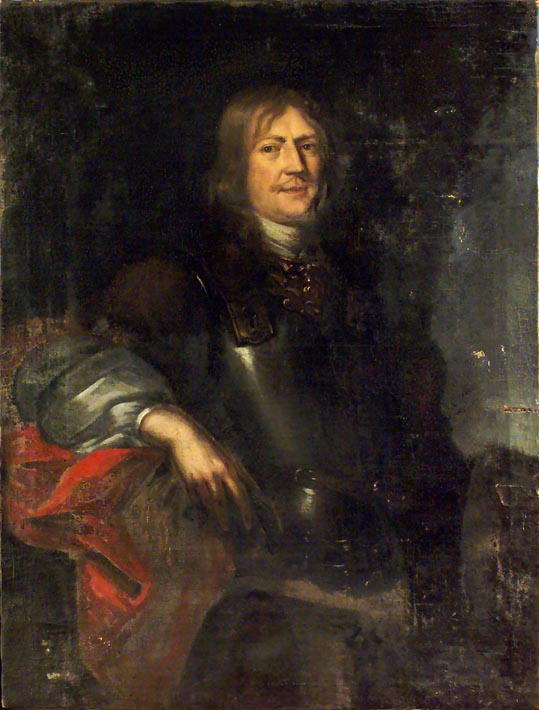
Gustaw Otto Stenbock

Dywizja Gustawa Ottona von Stenbocka – jedna z dywizji w strukturze organizacyjnej wojska szwedzkiego w połowie XVII wieku. Brała udział w walkach okresu II wojny północnej (1655-1660).
Wzięła udział w bitwie pod Prostkami. 22 października 1656 pod Filipowem rozproszyła siły litewskie Wincentego Gosiewskiego. Liczyła ok. 3000 żołnierzy.

## Skład w 1656
- Konungens Livregemente till häst znany też jako Konungens Garde till häst lub Pfalzgreve Filip von Sulzbachs rytteriregemente – pol. rajtaria króla bądź pułk Filipa von Sulzbacha
- rajtaria gen. Stenbocka – nie znam ppłk
- rajtaria płk. Christiana von Bretlach (Pretlach)
- rajtaria ppłk. Johanna Pringel
- rajtaria ppłk. Rutgera (Rudigera) von Aschenberg
- rajtaria ks. Karola von Mecklemburg
- rajtaria ppłk. Hansa Jurga von Wurtzburg
- rajtaria Friedericha von Hessen-Homburg
- piechota płk. Bengta Horna